# Gallo-römische Überreste in Andernos-les-Bains

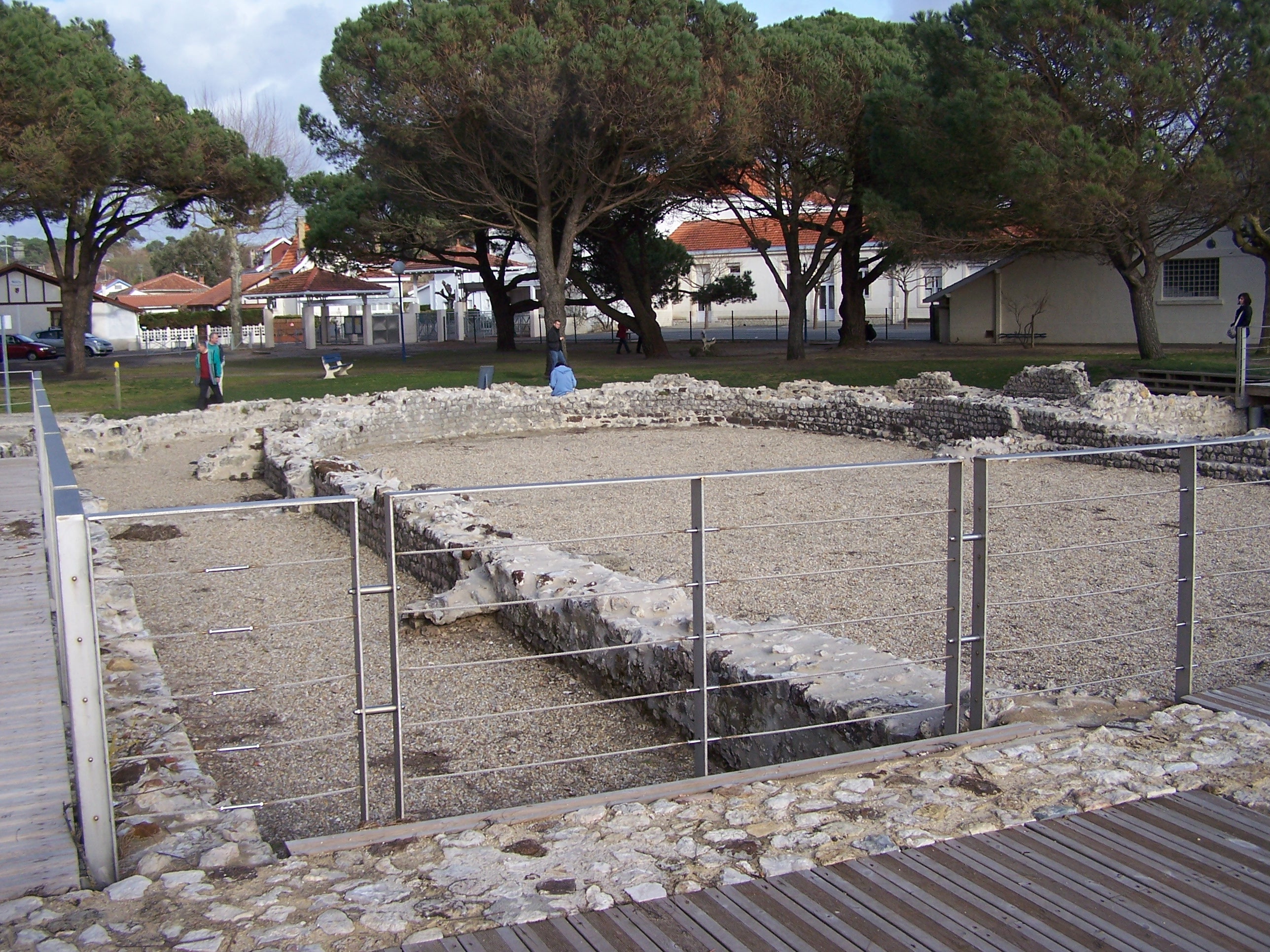
Gallo-römische Ausgrabungen in Andernos-les-Bains

Bei den gallo-römischen Ausgrabungen in Andernos-les-Bains, einer französischen Stadt im Département Gironde in der Region Nouvelle-Aquitaine, wurde ein Gebäude aus dem 4. Jahrhundert entdeckt. Im Jahr 1933 wurden die gallo-römischen Ausgrabungen als Monument historique in die Liste der Baudenkmäler in Frankreich aufgenommen.
Die Ausgrabungen 1903/04 auf dem ehemaligen Friedhof neben der Kirche Saint-Éloi brachten ein Gebäude in der Form einer Basilika zum Vorschein. Das Hauptschiff mündet in eine Apsis, die von Strebepfeilern verstärkt wurde. Eine Mauer umgab die Apsis, möglicherweise handelte es sich um einen Chorumgang.  
An den beiden Seiten des Hauptschiffes gab es Nebengebäude. Alle Gebäudeteil waren aus Bruchstein errichtet.